# Алавес В
«Депортиво Алавес В» (баск. и исп. Deportivo Alavés B, S.A.D), более известный как «Алавес В» — профессиональный баскский футбольный клуб из города Витория-Гастейс, в провинции Алава, в автономном сообществе Страна Басков. Резервная команда клуба «Алавес», основанная в 1959 году.
Поскольку резервные команды в Испании не имеют права выступать в одной лиге с основными, «Депортиво Алавес В» не может играть в Примере и выступает в Сегунде В.

## История
Официальной датой образования команды считается 1959 год. С момента своего основания и до начала 1990-х годов команда в основном играла в четвёртом по рангу испанском дивизионе (Терсере) и региональном чемпионате Страны Басков.
В 1999 году, через год после выхода основной команды в Ла Лигу, «Алавес В» вышел в Сегунду В, третью по силе футбольную лигу Испании, где бессменно отыграл на протяжении последующих семи сезонов, обычно занимая места в середине турнирной таблицы.
В сезоне 2005/06 с переходом главной команды во второй дивизион по причине трудностей с финансированием, резерв «Алавеса» перешёл в Терсеру.
В 2009 году коллектив перешёл в Сегунду В, в то время как его фарм-клуб был вновь отправлен в региональный любительский чемпионат, откуда два сезона спустя смог вернуться в четвёртый дивизион. Выиграв плей-офф в сезоне 2018/19 клуб возвратился в Сегунду В.

## Стадион
«Алавес В» проводит свои домашние игры на стадионе «Сьюдад Депортива Хосе Луис Компаньон», общая вместимость которого составляет 2 500 зрителей. Арена входит в состав тренировочного центра «Алавеса», который расположен в Витории-Гастейс.